# Martí Rom
Josep Miquel Martí i Rom (Barcelona, 29 de maig de 1950), més conegut com a Martí Rom, és un escultor, pintor, enginyer industrial, cineasta i escriptor català. És cofundador i president de l'Associació per la Pedra seca i l'Arquitectura tradicional i del Centre Miró de Mont-roig del Camp, artista del qual ha escrit tres llibres.

## Trajectòria
Als anys 1970 i 1980 va realitzar diversos documentals, com ara Un libro es una arma, Can Serra o el noticiari de la Marxa de la Llibertat, dins de l'anomenat «cinema alternatiu» o «cinema militant», essent un dels membres més actius del col·lectiu cinematogràfic la Central del Curt i de la seua branca productora, la Cooperativa de Cinema Alternatiu, la qual va organitzar la 1a Mostra de Cinema Marginal de Barcelona el 1981.
Com a artista ha conreat diferents disciplines, com ara la fotografia, les accions, l'art ambiental, l'escultura, la pintura, el gravat, el collage i l'art trobat. La seva primera exposició va tenir lloc el 1979 a la galeria Taller de Picasso de Barcelona. L'any, 2022, el Museu Municipal de Vilassar de Mar va dedicar-li una exposició retrospectiva titulada Martí Rom: 50 anys de somiar, buscar i treballar l'art, que abraça la seua trajectòria plàstica des de l'art figuratiu fins a l'expressionisme abstracte.